# Saab 91 Safir
SAAB 91 Safir – szwedzki samolot szkolny turystyczny i dyspozycyjny.

## Historia
Prace nad konstrukcją rozpoczęto w 1944 r. Była to forma wsparcia dla szwedzkiego przemysłu i zrekompensowania mu strat wynikających z anulowania zamówień na maszyny wojskowe. Kierownictwo nad zespołem projektowym objął Anders J. Andersson, który miał doświadczenie w projektowaniu lekkich maszyn – był konstruktorem udanego Bückera Bü 181 Bestmann. 
Prototyp został oblatany 20 listopada 1945 r. Zastosowano w nim silnik de Havilland Gipsy Major IC o mocy 130 KM (97 kW), w egzemplarzach produkowanych seryjne pod oznaczeniem SAAB 91A zastosowano silnik Gipsy Major 10 o mocy 145 KM (108 kW). Na żądanie odbiorców opracowano wersję wyposażoną w silniejszy silnik Lycoming O-435A o mocy 190 KM (140 kW), nowa wersja otrzymała oznaczenie SAAB 91B, została oblatana 18 stycznia 1949 r. 
We wrześniu 1953 roku oblatano wersję SAAB 91C, w której zabudowano czteromiejscową kabinę. Kolejna wersja, oznaczona jako SAAB 91D, otrzymała czterocylindrowy silnik Lycoming O-360-A1A o mocy 180 KM (130 kW).
Maszyna w wersji dwuosobowej jest dopuszczona do wykonywania akrobacji.

## Konstrukcja
Jednosilnikowy dolnopłat o konstrukcji metalowej. Kadłub o konstrukcji skorupowej, zakończony wolnonośnym usterzeniem o konstrukcji metalowej, stery kryte płótnem. Kabina załogi zakryta osłoną, wejścia z obu stron kadłuba. Skrzydło dwudzielne, jednodźwigarowe, kryte do niego blachą a dalej płótnem. Wyposażone w klapy i lotki. Podwozie chowane w locie, trójpunktowe z kółkiem przednim. 